# مرسدس-بنز دبلیو۱۸۷
مرسدس-بنز دبلیو۱۸۷ (انگلیسی: Mercedes-Benz W187) خودرویی بود که در سال‌های ۱۹۵۱–۱۹۵۵ توسط شرکت مرسدس-بنز تولید می‌شد.